# Erico Cuello
Erico Cuello Gutiérrez (Colonia Valdense, 25 maggio 2005) è un calciatore uruguaiano, centrocampista del Defensor Sporting.

## Carriera

### Club
Cuello è cresciuto nel settore giovanile del Defensor Sporting, con cui ha firmato il primo contratto professionistico il 3 febbraio 2023. Ha esordito in prima squadra il 4 marzo seguente nell'incontro di Primera División vinto 3-0 contro il Montevideo City Torque ed ha trovato il suo primo gol il 25 settembre 2024 in Copa Uruguay contro il Paysandú B. V..
Nel 2024 ha esordito in Coppa Libertadores.

### Nazionale
Ha giocato nella nazionale uruguaiana Under-20, con la quale nel 2025 ha anche disputato 4 partite nel campionato sudamericano di categoria.

## Statistiche

### Presenze e reti nei club
Statistiche aggiornate al 13 ottobre 2024.
| Stagione        | Squadra           | Campionato      | Campionato | Campionato | Coppe nazionali | Coppe nazionali | Coppe nazionali | Coppe continentali | Coppe continentali | Coppe continentali | Altre coppe | Altre coppe | Altre coppe | Totale | Totale | Totale |
| Stagione        | Squadra           | Comp            | Pres       | Reti       | Comp            | Pres            | Reti            | Comp               | Pres               | Reti               | Comp        | Pres        | Reti        | Pres   | Reti   |        |
| --------------- | ----------------- | --------------- | ---------- | ---------- | --------------- | --------------- | --------------- | ------------------ | ------------------ | ------------------ | ----------- | ----------- | ----------- | ------ | ------ | ------ |
| 2023            | Defensor Sporting | PD              | 3          | 0          | CU              | 3               | 0               | CS                 | 0                  | 0                  | SU          | 0           | 0           | 6      | 0      |        |
| 2024            | Defensor Sporting | PD              | 6          | 0          | CU              | 1               | 1               | CL                 | 1                  | 0                  | SU          | 0           | 0           | 8      | 1      |        |
| Totale carriera | Totale carriera   | Totale carriera | 9          | 0          |                 | 4               | 1               |                    | 1                  | 0                  |             | 0           | 0           | 14     | 1      |        |

## Palmarès

### Club

#### Competizioni nazionali
- Copa Uruguay: 2

Defensor Sporting: 2023, 2024